# Escola Súnion
L'Escola Súnion, coneguda simplement com Súnion, és una escola concertada - privada d'educació secundària i batxillerat fundada el 1974 a Barcelona pel pedagog Pep Costa-Pau. És una escola concertada en l'ESO.
El setembre de 1974, va obrir les portes com a «Súnion, Institució Cultural Catalana», en el número 133 de l'avinguda de Josep Tarradellas. El setembre de 2009, va inaugurar la seva nova seu a Gràcia, a l'avinguda de la República Argentina, 85-89. Aquest espai té més de sis mil metres quadrats de superfície i és el resultat de la rehabilitació, al llarg d'un any, del col·legi religiós de les Serventes de Sant Josep, que havia tancat uns anys abans.